# Zile
Zile是一个类Emacs的编辑器，Zile是Zile Is Lossy Emacs的缩写，为自由软件。它是由Sandro Sigala用C语言所编写，现在由Reuben Thomas维护。其目标是实现类似Emacs的功能，但是体积要小。Zile特性之一是运行时占用内存很小，只有100KB左右。